# Mesomys occultus
Mesomys occultus is een zoogdier uit de familie van de stekelratten (Echimyidae). De wetenschappelijke naam van de soort werd voor het eerst geldig gepubliceerd door Patton, da Silva & Malcolm in 2000.

## Voorkomen
De soort komt voor in Brazilië.